# 薩雷 (烏克蘭)
薩雷（羅馬化：Sary）是烏克蘭的村落，位於該國中部波爾塔瓦州，由米爾霍羅德區負責管轄，處於普肖爾河畔，始建於1622年，面積1.91平方公里，海拔高度105米，2001年人口2,437。